# Sustancia corrosiva

Símbolo estándar de la Unión Europea para sustancias corrosivas. Otros símbolos, como el GHS, son similares.

Una sustancia corrosiva es una sustancia que puede destruir o dañar irreversiblemente otra superficie o sustancia con la cual entra en contacto. Los principales peligros para las personas incluyen daño a los ojos, la piel y el tejido debajo de la piel; la inhalación o ingestión de una sustancia corrosiva puede dañar las vías respiratorias  y conductos gastrointestinales. La quemadura a menudo puede conducir a vómitos y fuertes dolores de estómago. La exposición a la misma es denominada quemadura química.

## Condiciones

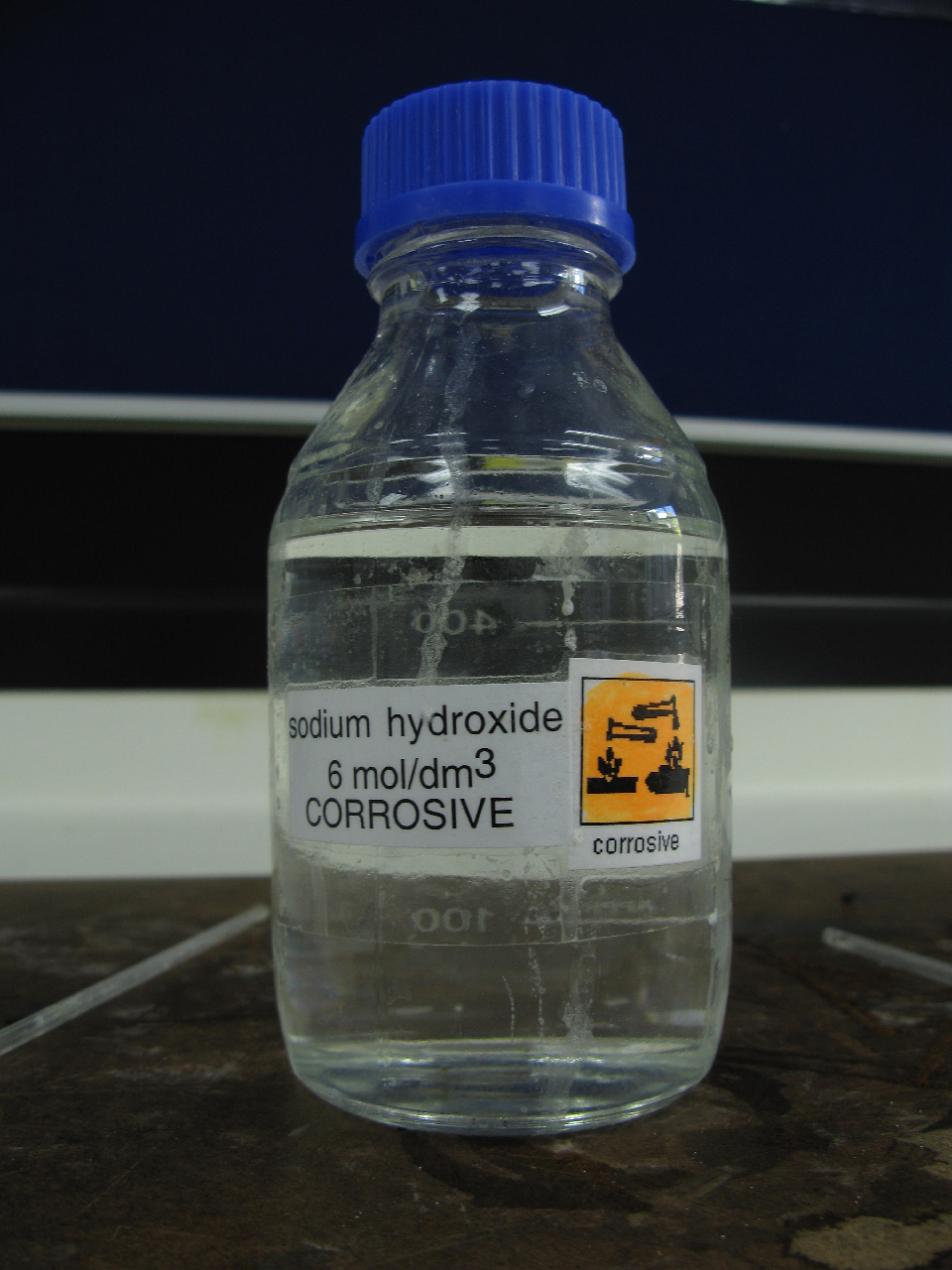
Hidróxido sódico 6 molar

La palabra corrosión se deriva del verbo latín «corrodere» que significa "roer", e indica cómo estas sustancias parecen "roer" su camino a través de la carne. A veces la palabra "cáustica" se utiliza como sinónimo pero, por convención, "cáustico" generalmente se refiere únicamente a las bases fuertes, especialmente álcalis, y no a los ácidos, oxidantes u otras sustancias corrosivas no alcalinas. El término "ácido" se utiliza a menudo de forma imprecisa para todos los agentes corrosivos.
Una baja concentración de una sustancia corrosiva es generalmente un irritante. La corrosión de las superficies que no son tejidos vivos tales como los metales es un proceso distinto. Por ejemplo, una celda electroquímica de agua/aire corroe el  hierro y tiende a oxidarlo. En el Sistema Mundialmente Armonizado, tanto una rápida corrosión de los metales y corrosión química de la piel califica para el símbolo "corrosivo".
Los corrosivos son diferentes de los venenos en que los corrosivos son un peligro inmediato para los tejidos que entran en contacto, mientras que los venenos pueden tener efectos tóxicos sistémicos que requieren tiempo en hacerse evidentes. Coloquialmente, los corrosivos pueden ser llamados "venenos", pero los conceptos son técnicamente diferentes. Sin embargo, no hay nada que evite que un agente corrosivo sea un veneno, hay sustancias que son corrosivas y venenosas.

## Corrosividad
Los corrosivos más comunes son ácidos fuertes o bases fuertes, o disoluciones concentradas de ciertos ácidos débiles y bases débiles. Su acción sobre el tejido vivo se basa en la catálisis ácido-base de ésteres e hidrólisis de amidas. Tanto los ácidos corrosivos y bases corrosivos son capaces de destruir la piel al catalizar la hidrólisis de las grasas, que son químicamente ésteres. Las proteínas son amidas químicamente, que también pueden ser hidrolizados por catálisis ácido-base. Los ácidos fuertes y bases pueden desnaturalizar las proteínas y también deshidratarse fácilmente. La deshidratación elimina el agua del tejido y puede ser significativamente exotérmica. Por ejemplo, el ácido sulfúrico concentrado provoca quemaduras térmicas en el tejido, además de quemaduras químicas debido al calor generado por una reacción de deshidratación. Los agentes oxidantes fuertes, tales como peróxido de hidrógeno concentrado, también puede ser corrosivos para los tejidos y otros materiales, incluso cuando el pH es cercano a la neutralidad. El ácido nítrico es un ejemplo de un ácido fuerte que es también un fuerte oxidante, por lo que es significativamente más corrosivo que lo que cabría esperar solo de su pKa.
Hay también corrosivos más específicos. El ácido fluorhídrico, por ejemplo, es inicialmente indoloro en concentraciones más bajas y es técnicamente un ácido débil, pero que produce iones fluoruro (la real especie corrosiva) después de que el ácido se absorbe sin dolor. Aunque las disoluciones de cloruro de zinc son ácidas por la definición de Brønsted, el catión zinc también ataca específicamente grupos hidroxilo como un ácido de Lewis. Esto explica la capacidad de disoluciones de cloruro de zinc para reaccionar con celulosa y corroer a través del papel y la seda.
DEFINICIONES DE CORROSIVIDAD SEGÚN ITC - 06
1. Corrosivos clase a): sustancias muy corrosivas. Pertenecen a este grupo las sustancias que provocan una necrosis perceptible del tejido cutáneo en el lugar de aplicación al aplicarse sobre la piel intacta de un animal por un período de tiempo de tres minutos como máximo.
2. Corrosivos clase b): sustancias corrosivas. Pertenecen a este grupo las sustancias que provocan una necrosis perceptible del tejido cutáneo en el lugar de aplicación al aplicarse sobre la piel intacta de un animal por un período de tiempo comprendido entre tres minutos como mínimo y sesenta minutos como máximo.
3. Corrosivos clase c): sustancias con un grado menor de corrosividad. Pertenecen a este grupo las sustancias que provocan una necrosis perceptible del tejido cutáneo en el lugar de aplicación, al aplicarse sobre la piel intacta de un animal por un período de tiempo a partir de una hora y hasta cuatro horas como máximo. También pertenecen a la clase c) los productos que no son peligrosos para los tejidos epiteliales, pero que son corrosivos para el acero al carbono o el aluminio produciendo una corrosión a una velocidad superior a 6,25 mm/año a una temperatura de 55 °C cuando se aplica a una superficie de dichos materiales. Para las pruebas con acero, el metal utilizado deberá ser del tipo P. (ISO 2604(IV)-1975) o de un tipo similar, y para las pruebas con aluminio, de los tipos no revestidos 7075-T6 o AZ5GU-T6.

Nota: Esta clasificación coincide esencialmente con la correspondiente a la clase 8 del Acuerdo europeo sobre el transporte internacional de mercancías peligrosas por carretera (ADR).

## Tipos más comunes de las sustancias corrosivas
Los productos químicos corrosivos comunes se clasifican en:
- Ácidos

- Ácidos fuertes — los más comunes son el ácido sulfúrico, ácido nítrico y ácido clorhídrico (H2SO4, HNO3 y HCl, respectivamente).
- Algunos ácidos débiles concentrados, por ejemplo, ácido fórmico y ácido acético.
- Ácidos fuertes de Lewis tales como cloruro de aluminio y trifluoruro de boro.
- Ácidos de Lewis con reactividad específica, por ejemplo las disoluciones de cloruro de zinc.

- Bases

- Cáusticos o álcalis, tales como hidróxido de sodio (NaOH) e hidróxido de potasio (KOH).
- Los metales alcalinos en su forma metálica (por ejemplo, sodio elemental), hidruros de metales alcalinos y alcalinotérreos, tales como hidruro de sodio, funcionan como bases fuertes e hidratos para dar cáusticos.
- Bases extremadamente fuertes (Superbases), tales como alcóxidos, amidas metálicas (por ejemplo, amida de sodio) y bases organometálicas tales como butillitio.
- Algunas bases concentradas débiles, tales como amoníaco cuando está anhidro o en una disolución concentrada.

- Agentes deshidratantes tales como pentóxido de fósforo, óxido de calcio, cloruro de zinc anhidro, también metales alcalinos elementales.
- Oxidantes fuertes tales como peróxido de hidrógeno concentrado.
- Halógenos electrófilos: flúor, cloro, bromo y yodo, y sales electrófilas tales como hipoclorito de sodio o compuestos de N-cloro tales como Cloramina-T;[1] los iones haluro no son corrosivos.
- Haluros orgánicos y haluros de ácidos orgánicos tales como cloruro de acetilo y cloroforminato de bencilo.
- Anhídridos de ácido.
- Agentes alquilantes tales como sulfato de dimetilo.
- Algunos materiales orgánicos tales como fenol ("ácido carbólico").
- El carburo de calcio al reaccionar con el agua puede ser corrosivo al producir acetileno e hidróxido de calcio.

## Equipo de protección personal
El uso de equipo de protección personal, incluyendo elementos tales como guantes, delantales protectores, trajes resistentes al ácido, gafas protectoras, máscara facial, y zapatos de seguridad, normalmente se recomienda para la manipulación de sustancias corrosivas. Los usuarios deben consultar con una ficha de datos de seguridad sobre la recomendación específica aplicable a la sustancia corrosiva de interés. El material de construcción del equipo de protección personal también es de importancia crítica. Por ejemplo, los guantes de goma y delantales de goma están fabricados de algún  elastómero resistente químicamente, tal como caucho nitrilo, neopreno o caucho de butilo, para cada uno de estos materiales tiene diferente resistencia a agentes corrosivos diferentes y por lo que se debe tener cuidado de utilizar los fabricados en el material apropiado según la sustancia corrosiva que se manipule.